# Rezolucja Zgromadzenia Ogólnego ONZ nr 65/265
Rezolucja Zgromadzenia Ogólnego ONZ nr 65/265 została przyjęta 1 marca 2011 r.
Zgromadzenie zawiesiło prawo Libii do uczestnictwa w Radzie Praw Człowieka w odpowiedzi na brutalność służb Mu’ammara al-Kaddafiego podczas prób stłumienia rewolucji libijskiej.